# Овчинников, Георгий Иванович (государственный деятель)
Гео́ргий Ива́нович Овчи́нников (2 мая 1908—28 апреля 1983) — советский хозяйственный, государственный и партийный деятель, участник Великой Отечественной войны.

## Биография
Родился 2 мая 1908 года в деревне Якимовская Калязинского уезда Тверской губернии Российской империи в семье плотника. С апреля 1918 г. чернорабочий, курьер конторы Знаменского совхоза в с. Большой Буртас Керенского уезда Пензенской губернии. С июня 1921 г. батрак у кулака Алферова Томской губернии.
С ноября 1922 г. учащийся Шелковской сельской школы. С апреля 1923 г. батрак у кулака Емгурова в д. Слак Белебеевского уезда Башкирской АССР. С сентября 1923 г. рабочий мастерской курорта в п. Шафраново Башкирской АССР. В 1924 году вступил в комсомол, а с августа 1927 г. кандидат в члены ВКП(б), с сентября 1928 г. член партии.
С сентября 1927 г. ответственный секретарь, председатель группкома Союза строителей. С сентября 1929 г. курсант Уфимской совпартшколы второй ступени. С марта 1931 г. инструктор областной контрольной комиссии Народного комиссариата рабоче-крестьянской инспекции в Уфе. С ноября 1931 г. в Рабоче-крестьянской Красной армии: курсант в г. Коканд Узбекской ССР. С октября 1932 г. инструктор-контролер областной контрольной комиссии ВКП(б) — контрольной комиссии Рабоче-крестьянской инспекции и группы партсовконтроля при Башкирском обкоме ВКП(б).
С января 1935 г. студент Московского всесоюзного сельскохозяйственного университета имени Я. М. Свердлова. С ноября 1937 г. 2-й секретарь Организационного бюро ЦК ВКП(б) по Вологодской области, с 12 июня 1938 г. по 28 февраля 1939 г. 2-й секретарь Вологодского обкома ВКП(б). С 5 марта 1939 г. в распоряжении ЦК ВКП(б). С июля 1939 г. начальник производственно-распределительного отдела Наркомата совхозов СССР. С мая 1940 г. заместитель директора Таганского райпромторга по кадрам в Москве.
С сентября 1941 г. мобилизован в РККА Таганским районным военкоматом г. Москва и служил старшим инструктор по организационной работе политического отдела 35-й запасной стрелковой бригады Забайкальского фронта. С сентября 1942 г. слушатель Курсов усовершенствования высшего политического состава РККА в г. Белебей Башкирской АССР, после окончания которых в марте 1943 г. направлен в формирующуюся в районе Тулы 76-ю стрелковую дивизию заместителем по политической части командира 93-го стрелкового полка. Ранен 2 сентября 1943 г. поднимая личный состав на отражение контратаки противника и контужен в декабре 1943 года.
С июня 1944 г. заместитель начальника политического отдела 290-й стрелковой дивизии. Товарищ Овчинников характеризовался как «энергичный, инициативный и дисциплинированный политработник», а также «оказал большую помощь командованию в успешном форсировании реки Проня и прорыва глубоко эшелонированной обороны противника 23 июня 1944 года, а также форсировании рек Вася, Днепр и взятии города Могилёва». С октября 1946 г. секретарь партийного комитета Московского завода «Манометр».
С декабря 1948 г. начальник отдела кадров главного управления «Главкурортторг» Министерства торговли СССР. С сентября 1949 г. слушатель Высшей торговой школы по специальности экономист, после чего с августа 1953 г. заместитель директора Мосхозторга. С ноября 1955 г. директор универмага Мосторга. С ноября 1956 г. заместитель начальника торгового отдела Москультторга. С декабря 1959 г. заместитель директора магазина автомобилей. С декабря 1962 г. на временных работах.
В ноябре 1963 арестован за махинации с автомобилями и исключен из КПСС. Дело вел оперуполномоченный по борьбе с хищениями социалистической собственности Сталинского (позже Первомайского) района Москвы В. М. Кораблев, который в 2007 вспоминал: «Проверка показала, что мошенничает заместитель директора магазина Георгий Овчинников. Факт установлен. Но вот с какого боку к такому серьёзному человеку подступиться? Он ранее был секретарем Вологодского обкома партии, депутатом Верховного Совета РСФСР… Малейшая ошибка — и можно поплатиться карьерой».
До февраля 1965 г. находился в заключении в Москве и Московской области. Реабилитирован в судебном порядке. В марте 1967 г. восстановлен в КПСС с перерывом в партстаже с ноября 1963 г. по февраль 1967 г. Решением Комитета партийного контроля при ЦК КПСС 23 июня 1970 г. перерыв в партстаже изъят. С февраля 1965 г. на пенсии, инвалид второй группы. С мая 1968 г. на пенсии. С июня 1971 г. персональный пенсионер республиканского значения. Умер в Москве 28 апреля 1983 г.
Избирался депутатом Верховного Совета РСФСР 1-го созыва.

## Награды
- Орден Отечественной войны I степени (05.04.1945, 07.06.1945)
- Орден Отечественной войны II степени (10.07.1944);
- Орден Красной Звезды (07.10.1943)
- Медаль «За победу над Германией в Великой Отечественной войне 1941—1945 гг.» (04.09.1945).

## Воинские звания
- Капитан;
- Майор.